# Alf Rød
Alf Rød, född 19 februari 1894, död 1969, var en norsk manusförfattare, dramatiker och regissör.
Røds huvudsakliga fält var som manusförfattare. Han debuterade som sådan 1926 i Baldevins bryllup, baserat på en pjäs av Vilhelm Krag. Han skrev sammanlagt sju filmmanus 1926–1941. Tillsammans med Thorleif Reiss skrev han också pjäsen Snehvit som sattes upp på Nationaltheatret 1929.
År 1936 regisserade han sin första och enda långfilm, Dyrk jorden!. År 1938 regisserade han kortfilmen Bygg din framtid!, en dokumentärfilm för Kooperativa Förbundet. År 1932 skrev han texten till melodin "Fanteguttens lengsel" till filmen Fantegutten och 1950 sångtexter till filmen Marianne på sykehus.

## Filmografi

### Manus
- 1926 – Baldevins bryllup
- 1927 – Eleganta svindlare
- 1927 – Trollälgen
- 1928 – Bergenstoget plyndret inatt
- 1932 – Prinsessen som ingen kunne målbinde
- 1936 – Dyrk jorden!
- 1941 – Den kärleken, den kärleken!

### Regi
- 1936 – Dyrk jorden!
- 1938 – Bygg din framtid!